# 棒果芥
棒果芥（学名：Sterigmostemum tomentosum）为十字花科棒果芥属下的一个种。

## 扩展阅读
- 維基物種上的相關：棒果芥